# 大亨小傳 (1974年電影)
《大亨小傳》是一部1974年的美國劇情電影，由傑克·克萊頓執導，大衛·梅里克監製，編劇是法蘭斯·哥普拉，改編自法蘭西斯·史考特·費茲傑羅的1925年同名小說。
本片主演是羅拔·烈福，飾演傑·蓋茲比，還有美雅·花露、布魯斯·鄧恩、山姆·沃特森、凱倫·布萊克、史考特·威爾森、露意絲·奇利斯、霍華德·達·席爾瓦（之前在1949年版本中演出）、羅勃茲·布洛森和愛德華·赫馬恩。

## 演員
- 羅拔·烈福 飾 傑·蓋茲比（英语：Jay Gatsby）
- 米亞·法羅 飾 黛西·布沙南（英语：Daisy Buchanan）
- 布魯斯·鄧恩 飾 Tom Buchanan
- 山姆·沃特森 飾 尼克·卡拉威
- 凱倫·布萊克 飾 Myrtle Wilson
- 史考特·威爾森（英语：Scott Wilson (actor)） 飾 George Wilson
- 露意絲·奇利斯（英语：Lois Chiles） 飾 Jordan Baker
- 愛德華·赫馬恩（英语：Edward Herrmann） 飾 Ewing Klipspringer
- 霍華德·達·席爾瓦（英语：Howard Da Silva） 飾 Meyer Wolfsheim
- 凱瑟琳·雷伊·斯科特（英语：Kathryn Leigh Scott） 飾 Catherine Wilson
- Regina Baff（英语：Regina Baff） 飾 Miss Baedecker
- 文森·薛斐烈（英语：Vincent Schiavelli） 飾 Thin Man
- 羅勃茲·布洛森（英语：Roberts Blossom） 飾 Mr. Gatz
- 貝絲·波特 飾 Mrs. McKee
- 派西·肯塞特 飾 Pammy Buchanan

## 外部連結
- 開眼電影網上《大亨小傳》的資料（繁體中文）
- 豆瓣电影上《了不起的盖茨比》的資料 （简体中文）
- 时光网上《了不起的盖茨比》的資料（简体中文）
- AllMovie上《大亨小傳》的资料（英文）
- 爛番茄上《大亨小傳》的資料（英文）
- Box Office Mojo上《大亨小傳》的資料（英文）
- TCM电影资料库上《大亨小傳》的资料（英文）
- Metacritic上《大亨小傳》的資料（英文）
- 互联网电影数据库（IMDb）上《大亨小傳》的资料（英文）